# Робинсон, Карл (валлийский футболист)
Карл Ро́бинсон (англ. Carl Robinson; род. 13 октября 1976, Лландриндод-Уэлс, Поуис) — валлийский футболист, выступавший на позиции центрального полузащитника, и футбольный тренер.

## Карьера игрока

### Клубная карьера
Робинсон — воспитанник «Вулверхэмптон Уондерерс», пришёл в академию клуба в возрасте 14 лет.
Весной 1996 года находился в аренде в клубе Второго дивизиона «Шрусбери Таун». Участвовал в финале Трофея Футбольной лиги 1995/96, в котором «Шрусбери Таун» проиграл «Ротерем Юнайтед».
За «Вулверхэмптон Уондерерс» дебютировал 5 апреля 1997 года в матче Первого дивизиона против «Норвич Сити». В сезоне 1997/98 закрепился в основном составе «волков». 22 октября 1997 года в матче против «Транмир Роверс» забил свой первый гол за «Вулверхэмптон Уондерерс».
В июле 2002 года после истечения контракта с «волками» перешёл по свободному трансферу по правилу Босмана в «Портсмут», подписав краткосрочный 12-недельный контракт. Дебютировал за «Портсмут» 10 августа 2002 года в матче стартового тура сезона 2002/03 против «Ноттингем Форест». В октябре 2002 года подписал с «Помпи» трёхлетний контракт.
В начале 2003 года провёл месяц в аренде в «Шеффилд Уэнсдей». За «сов» сыграл четыре матча и забил один гол — в матче против «Норвич Сити» 8 февраля 2003 года.
В феврале 2003 года отправился в аренду в «Уолсолл» до конца сезона. За «шорников» сыграл 11 матчей и забил один гол — в матче против «Брэдфорд Сити» 1 марта 2003 года.
В сентябре 2003 года был взят в месячную аренду «Ротерем Юнайтед». Дебютировал за «мельников» 20 сентября 2003 года в матче против «Престон Норт Энд».
Вернувшись в «Портсмут», 28 декабря 2003 года в матче против «Челси» дебютировал в Премьер-лиге.
В январе — марте 2004 года находился в аренде в «Шеффилд Юнайтед». Сыграл за «клинков» пять матчей.
В марте 2004 года отправился в аренду в «Сандерленд» до конца сезона. Дебютировал за «чёрных котов» 6 апреля 2004 года в матче против «Уимблдона». 4 мая 2004 года в матче против «Норвич Сити» забил свой первый гол за «Сандерленд». В июне 2004 года подписал с «чёрными котами» двухлетний контракт. Помог «Сандерленду» пробиться из Чемпионшипа в Премьер-лигу по итогу сезона 2004/05.
В ноябре 2005 года был взят в шестинедельную аренду «Норвич Сити». Дебютировал за «канареек» 26 ноября 2005 года в матче против «Ковентри Сити». В январе 2006 года подписал с «Норвичем» 2,5-летний контракт, перейдя из «Сандерленда» приблизительно за £50 тыс. 26 августа 2006 года в матче против «Барнсли» забил свой первый гол за «Норвич».
1 февраля 2007 года подписал с клубом-новичком MLS «Торонто» двухлетний контракт с опцией продления. 7 апреля 2007 года участвовал в инаугуральном матче канадского клуба, соперником в котором был «Чивас США». 17 июня 2007 года в матче против «Далласа» забил свой первый гол в североамериканской лиге.
11 марта 2010 года был обменян в «Нью-Йорк Ред Буллз» на пик четвёртого раунда Супердрафта MLS 2011. За «Ред Буллз» дебютировал 17 апреля 2010 года в матче против «Далласа». 21 августа 2010 года в матче против своего бывшего клуба «Торонто» забил свой первый гол за «Ред Буллз». 19 января 2011 года подписал с «Ред Буллз» новый контракт, по сведениям прессы рассчитанный на один год и включавший опцию продления. Бо́льшую часть сезона 2011 пропустил из-за травмы колена. 20 января 2012 года покинул «Нью-Йорк Ред Буллз».

### Карьера в сборной
За сборную Уэльса Робинсон дебютировал 4 сентября 1999 года в матче квалификации чемпионата Европы 2000 против сборной Беларуси.
8 октября 2005 года в матче квалификации чемпионата мира 2006 против сборной Северной Ирландии забил свой первый гол за валлийскую сборную.
1 апреля 2009 года после матча против Германии, в котором остался на скамейке запасных, объявил о завершении карьеры в сборной.

## Карьера тренера
20 января 2012 года Робинсон вошёл в тренерский штаб клуба MLS «Ванкувер Уайткэпс» в качестве ассистента главного тренера Мартина Ренни. 16 декабря 2013 года был назначен главным тренером. 18 января 2015 года подписал новый многолетний контракт с клубом. В 2015 году привёл «Уайткэпс» к победе в Первенстве Канады. 26 октября 2016 года продлил контракт с клубом до конца 2020 года. 25 сентября 2018 года Робинсон был уволен из «Ванкувер Уайткэпс».
Осенью 2019 года отклонил предложение возглавить сборную Коста-Рики.
6 февраля 2020 года был назначен главным тренером клуба чемпионата Австралии «Ньюкасл Юнайтед Джетс», подписав 3,5-летний контракт.
15 октября 2020 года перешёл на должность главного тренера «Уэстерн Сидней Уондерерс».

## Достижения
Как игрока
«Портсмут»
- Победитель Первый дивизиона Футбольной лиги: 2002/03

«Сандерленд»
- Победитель Чемпионшипа Футбольной лиги: 2004/05

Как тренера
«Ванкувер Уайткэпс»
- Победитель Первенства Канады: 2015

## Статистика

### Клубная статистика
| Выступление             | Выступление      | Выступление      | Лига | Лига | Кубок | Кубок | Кубок лиги | Кубок лиги | Континент. | Континент. | Прочие | Прочие | Итого | Итого |
| Клуб                    | Лига             | Сезон            | Игры | Голы | Игры  | Голы  | Игры       | Голы       | Игры       | Голы       | Игры   | Голы   | Игры  | Голы  |
| ----------------------- | ---------------- | ---------------- | ---- | ---- | ----- | ----- | ---------- | ---------- | ---------- | ---------- | ------ | ------ | ----- | ----- |
| Шрусбери Таун           | Второй дивизион  | 1995/96          | 4    | 0    | —     | —     | —          | —          | —          | —          | 1      | 0      | 5     | 0     |
| Шрусбери Таун           | Итого            | Итого            | 4    | 0    | —     | —     | —          | —          | —          | —          | 1      | 0      | 5     | 0     |
| Вулверхэмптон Уондерерс | Первый дивизион  | 1996/97          | 2    | 0    | —     | —     | —          | —          | —          | —          | —      | —      | 2     | 0     |
| Вулверхэмптон Уондерерс | Первый дивизион  | 1997/98          | 32   | 3    | 7     | 1     | 4          | 0          | —          | —          | —      | —      | 43    | 4     |
| Вулверхэмптон Уондерерс | Первый дивизион  | 1998/99          | 34   | 8    | 2     | 0     | 1          | 0          | —          | —          | —      | —      | 37    | 8     |
| Вулверхэмптон Уондерерс | Первый дивизион  | 1999/2000        | 32   | 3    | 3     | 1     | 2          | 0          | —          | —          | —      | —      | 37    | 4     |
| Вулверхэмптон Уондерерс | Первый дивизион  | 2000/01          | 40   | 3    | 2     | 1     | 5          | 1          | —          | —          | —      | —      | 47    | 5     |
| Вулверхэмптон Уондерерс | Первый дивизион  | 2001/02          | 23   | 2    | 0     | 0     | 1          | 0          | —          | —          | —      | —      | 24    | 2     |
| Вулверхэмптон Уондерерс | Итого            | Итого            | 163  | 19   | 14    | 3     | 13         | 1          | —          | —          | —      | —      | 190   | 23    |
| Портсмут                | Первый дивизион  | 2002/03          | 15   | 0    | 0     | 0     | 2          | 0          | —          | —          | —      | —      | 17    | 0     |
| Портсмут                | Премьер-лига     | 2003/04          | 1    | 0    | 2     | 0     | —          | —          | —          | —          | —      | —      | 3     | 0     |
| Портсмут                | Итого            | Итого            | 16   | 0    | 2     | 0     | 2          | 0          | —          | —          | —      | —      | 20    | 0     |
| Шеффилд Уэнсдей         | Первый дивизион  | 2002/03          | 4    | 1    | —     | —     | —          | —          | —          | —          | —      | —      | 4     | 1     |
| Шеффилд Уэнсдей         | Итого            | Итого            | 4    | 1    | —     | —     | —          | —          | —          | —          | —      | —      | 4     | 1     |
| Уолсолл                 | Первый дивизион  | 2002/03          | 11   | 1    | —     | —     | —          | —          | —          | —          | —      | —      | 11    | 1     |
| Уолсолл                 | Итого            | Итого            | 11   | 1    | —     | —     | —          | —          | —          | —          | —      | —      | 11    | 1     |
| Ротерем Юнайтед         | Первый дивизион  | 2003/04          | 14   | 0    | 0     | 0     | 2          | 0          | —          | —          | —      | —      | 16    | 0     |
| Ротерем Юнайтед         | Итого            | Итого            | 14   | 0    | 0     | 0     | 2          | 0          | —          | —          | —      | —      | 16    | 0     |
| Шеффилд Юнайтед         | Первый дивизион  | 2003/04          | 5    | 0    | —     | —     | —          | —          | —          | —          | —      | —      | 5     | 0     |
| Шеффилд Юнайтед         | Итого            | Итого            | 5    | 0    | —     | —     | —          | —          | —          | —          | —      | —      | 5     | 0     |
| Сандерленд              | Первый дивизион  | 2003/04          | 7    | 1    | —     | —     | —          | —          | —          | —          | 2      | 0      | 9     | 1     |
| Сандерленд              | Чемпионшип       | 2004/05          | 40   | 4    | 2     | 0     | 1          | 0          | —          | —          | —      | —      | 43    | 4     |
| Сандерленд              | Премьер-лига     | 2005/06          | 5    | 0    | 0     | 0     | 2          | 0          | —          | —          | —      | —      | 7     | 0     |
| Сандерленд              | Итого            | Итого            | 52   | 5    | 2     | 0     | 3          | 0          | —          | —          | 2      | 0      | 59    | 5     |
| Норвич Сити             | Чемпионшип       | 2005/06          | 22   | 0    | —     | —     | —          | —          | —          | —          | —      | —      | 22    | 0     |
| Норвич Сити             | Чемпионшип       | 2006/07          | 27   | 2    | 2     | 0     | 3          | 0          | —          | —          | —      | —      | 32    | 2     |
| Норвич Сити             | Итого            | Итого            | 49   | 2    | 2     | 0     | 3          | 0          | —          | —          | —      | —      | 54    | 2     |
| Торонто                 | MLS              | 2007             | 26   | 2    | —     | —     | —          | —          | —          | —          | —      | —      | 26    | 2     |
| Торонто                 | MLS              | 2008             | 27   | 1    | 4     | 0     | —          | —          | —          | —          | —      | —      | 31    | 1     |
| Торонто                 | MLS              | 2009             | 21   | 0    | 4     | 0     | —          | —          | 2          | 0          | —      | —      | 27    | 0     |
| Торонто                 | Итого            | Итого            | 74   | 3    | 8     | 0     | —          | —          | 2          | 0          | —      | —      | 84    | 3     |
| Нью-Йорк Ред Буллз      | MLS              | 2010             | 10   | 1    | 0     | 0     | —          | —          | —          | —          | 1      | 0      | 11    | 1     |
| Нью-Йорк Ред Буллз      | MLS              | 2011             | 2    | 0    | 0     | 0     | —          | —          | —          | —          | 0      | 0      | 2     | 0     |
| Нью-Йорк Ред Буллз      | Итого            | Итого            | 12   | 1    | 0     | 0     | —          | —          | —          | —          | 1      | 0      | 13    | 1     |
| Всего за карьеру        | Всего за карьеру | Всего за карьеру | 404  | 32   | 28    | 3     | 23         | 1          | 2          | 0          | 4      | 0      | 461   | 36    |

1. ↑  В графу «Прочие» входят игры и голы в Трофее Футбольной лиги, плей-офф Чемпионшипа Футбольной лиги и плей-офф Кубка MLS.

Источники: Soccerbase, worldfootball.net

### Статистика в сборной
| Команда | Год   | Игры | Голы |
| ------- | ----- | ---- | ---- |
| Уэльс   |       |      |      |
| 1999    | 1     | 0    |      |
| 2000    | 1     | 0    |      |
| 2001    | 5     | 0    |      |
| 2002    | 3     | 0    |      |
| 2003    | 3     | 0    |      |
| 2004    | 6     | 0    |      |
| 2005    | 8     | 1    |      |
| 2006    | 8     | 0    |      |
| 2007    | 9     | 0    |      |
| 2008    | 7     | 0    |      |
| 2009    | 1     | 0    |      |
| Всего   | Всего | 52   | 1    |

Голы за сборную
| №  | Дата           | Место                                      | Соперник          | Голы | Результат | Турнир                            |
| -- | -------------- | ------------------------------------------ | ----------------- | ---- | --------- | --------------------------------- |
| 1. | 8 октября 2005 | «Уиндзор Парк», Белфаст, Северная Ирландия | Северная Ирландия | 0:2  | 2:3       | Квалификация чемпионата мира 2006 |

Источник: National Football Teams

### Тренерская статистика
| Команда                  | Начало работы   | Окончание работы | Результаты | Результаты | Результаты | Результаты | Результаты | Результаты | Результаты | Результаты |
| Команда                  | Начало работы   | Окончание работы | И          | В          | Н          | П          | ГЗ         | ГП         | РГ         | В %        |
| ------------------------ | --------------- | ---------------- | ---------- | ---------- | ---------- | ---------- | ---------- | ---------- | ---------- | ---------- |
| Ванкувер Уайткэпс        | 16 декабря 2013 | 25 сентября 2018 | 199        | 78         | 49         | 72         | 276        | 275        | +1         | 039,20     |
| Ньюкасл Юнайтед Джетс    | 6 февраля 2020  | 15 октября 2020  | 11         | 7          | 3          | 1          | 19         | 9          | +10        | 063,64     |
| Уэстерн Сидней Уондерерс | 15 октября 2020 | 30 января 2022   | 35         | 11         | 11         | 13         | 56         | 57         | −1         | 031,43     |
| Всего                    | Всего           | Всего            | 216        | 87         | 55         | 74         | 302        | 290        | +12        | 040,28     |